# Reserva Extrativista Renascer
A Reserva Extrativista Renascer é uma unidade de conservação brasileira de uso sustentável da natureza, localizada no estado do Pará, com território distribuído pelos municípios de Porto de Moz e Prainha.

## Histórico
Renascer foi criada através de Decreto sem número emitido pela Presidência da República em 5 de maio de 2009, com uma área de 209 660,48 ha.

### Conflito com madeireiros e autoridades locais
Com a entrada dos primeiros madeireiros comerciais em 2001, surgem os primeiros conflitos entre estes e as comunidades locais, acirrando-se em no ano de 2002.[carece de fontes?] Em 2004, visando solucionar estes conflitos, foi criada a reserva extrativista Verde Para Sempre mas, por pressão dos poderes públicos local e estadual, a região dos rios Guajará, Tamuataí e Uruará foi retirada da área de abrangência desta reserva extrativista.[carece de fontes?]
Ainda em 2004, parte das comunidades, com o apoio do sindicato dos trabalhadores rurais de Prainha, formam resistência às manobras do governo local e estadual e ao ao ingresso dos madeireiros nas terras, iniciando movimentação para a criação de uma nova reserva extrativista, a Renascer.[carece de fontes?]
Com a contínua exploração ilegal dos recursos naturais por parte de madeireiros, os conflitos se acirram e em 5 de outubro de 2006 um grupo de comunitários interrompeu o trânsito das balsas que transportavam toras oriundas de extração ilegal enquando no rio Uruará.[carece de fontes?] Contudo, no dia seguinte a Polícia Militar liberou o transito das balsas. Em novembro de mesmo ano os conflitos entre os comunitários e as autoridades policiais sobre o transito pelo rio da madeira ilegal continuavam. O governo estadual da época, pouco antes do término do período legislativo para o qual foi eleito em 2006, decretou a criação de áreas de proteção na região da futura RESEX, para privá-la de uma porção abundante de terras e entregar-la aos madeireiros.[carece de fontes?] 20 lideranças são ameaçadas de morte.[carece de fontes?] Em dezembro de 2006 a Justiça Federal do Pará emitiu uma decisão liminar impedindo a criação das áreas de proteção almejadas pelo governo estadual, impondo ao IBAMA um prazo de 30 dias para a criação da RESEX Renascer.[carece de fontes?]

### Processo de criação
Em 13 de dezembro de 2007 o Instituto Chico Mendes de Conservação da Biodiversidade (ICMBio) realizou uma Consulta Pública para a criação da RESEX. Em maio de 2008 o processo da criação da RESEX saiu do ICMBio, sendo passado para para a Casa Civil para que o decreto de criação da RESEX viesse a ser assinado.[carece de fontes?]
Com 209 660,48 ha de extensão, a Resex Renascer é criada em 5 de junho de 2009.

### Polêmicas
Com base no limite inicial proposto em 2004, ficou fora da área protegida toda a faixa da várzea, de mais de 200 000 ha, na parte meridional da mesma reserva, alvo da exploração madeireira, e algumas fazendas no meio da área.[carece de fontes?]

## População
Esta passagem carece de fontes